# ポリヴァイナル・レコーズ
ポリヴァイナル・レコーズ(Polyvinyl Records Co.)は、アメリカ合衆国イリノイ州シャンペーンを拠点とするインディー・レコードレーベルである。主にインディーロック系のバンドを多く扱っている。オブ・モントリオール、ジャパンドロイズ、ジョーン・オブ・アークなどの作品をリリースしたことで知られる。

## 概要
1994年、音楽が好きな高校生のマット・ルンスフォードとイリノイ州ダンヴィル出身のダーシー・ナイトは、中西部のD.I.Y.シーンを称えるファンジン「Polyvinyl Press」を創刊する。1995年7月に発行されたPolyvinyl Press第3号として、バック・オブ・デイヴとウォーカーをフィーチャーしたスプリット7インチをリリースしたのがポリヴァイナル・レコーズの始まりだった。

## 主なアーティスト
過去のアーティストを含む
- 31Knots
- Aloha
- Alvvays
- AM/FM
- American Football - アメリカン・フットボール
- Architecture in Helsinki - アーキテクチャー・イン・ヘルシンキ
- Asobi Seksu - アソビ・セクス
- Ativin
- Audible
- Beach Slang
- Braid
- Collections of Colonies of Bees
- Corm
- Dear Nora
- Decibully
- Deerhoof - ディアフーフ
- The Dodos
- Friction
- Generationals
- The Get Up Kids - ゲット・アップ・キッズ
- Hail Social
- Headlights
- Hey Mercedes
- Icy Demons
- Ida
- Japandroids - ジャパンドロイズ
- Joan of Arc - ジョーン・オブ・アーク
- Kero Kero Bonito - ケロ・ケロ・ボニト
- Kerosene 454
- Kyle Fischer
- Loney Dear
- Mates of State
- Matt Pond PA
- Of Montreal - オブ・モントリオール
- Owen - オーウェン
- Paris, Texas
- Pele
- Picastro - ピカストロ
- Pit er Pat
- Radio Flyer
- Rainer Maria
- Saturday Looks Good to Me
- Sean Na Na
- Someone Still Loves You Boris Yeltsin
- STRFKR
- Sunday's Best
- The Ivory Coast
- The M's
- The Red Hot Valentines
- トクマルシューゴ
- Uz
- Vivian Girls - ヴィヴィアン・ガールズ
- Volcano, I'm Still Excited!!
- White Reaper
- Wampire
- xbxrx
- Xiu Xiu
- Yumi Zouma
- ZZZZ